# Me and You (Alexia)
Me and You è un singolo di Alexia, pubblicato nel 1995.

## La canzone
È il singolo di esordio della cantante e successivamente il primo singolo promozionale del fortunato album Fan Club, che è stato pubblicato nel 1997.
Il disco si piazza ai primi posti nelle classifiche europee, e vende numerose copie aggiudicandosi diversi dischi d'oro e di platino, facendo conoscere la voce di Alexia anche fuori dal circuito della italo-dance. Infatti il singolo partecipa a numerosi programmi musicali fuori dall'Italia, come il famoso Top of the Pops inglese.
Il singolo si avvale della collaborazione della band Double You.
Vengono fatte cinque riedizioni del singolo, tra cui due destinate al mercato statunitense.

## Tracce
1. Me and You (Radio Version)
2. Me and You (Extended Euromix)
3. Me and You (Voltage Mix)
4. Me and You (Acapella)

## Edizioni
- Me and You (Italian Edition)
- Me and You (Italian Edition mix)
- Me and You (Italian Edition remix)
- Me and You (US promo Edition)
- Me and You (US Edition)

## Classifiche
| Classifica (1995) | Posizione massima |
| ----------------- | ----------------- |
| Eurochart Top 100 | 45                |
| Italia            | 1                 |
| Spagna            | 1                 |